# Sunshine Reggae
Sunshine Reggae ist ein Lied des dänischen Duos Laid Back, das 1982 erstmals als Single erschien. 1983 wurde es auch auf dem Album Keep Smiling veröffentlicht. Das Stück wurde von Tim Stahl und John Guldberg komponiert. Neben Bakerman und White Horse ist es einer der Hits der Band.

## Veröffentlichung und Rezeption
Nach der erstmaligen Veröffentlichung 1982 entwickelte sich Sunshine Reggae nach einiger Anlaufzeit zum Sommerhit des Jahres 1983 und erreichte in Deutschland und Österreich im September Platz eins. In Italien erreichte der Song Platz 3, in den Niederlanden und Belgien Platz 4 und in der Schweiz Platz 9. Zur zusätzlichen Popularität des Stücks trug auch der nach dem Lied benannte Film Sunshine Reggae auf Ibiza bei, der im November 1983 seine Premiere hatte.
Das Stück erschien in verschiedenen Singleversionen unter anderem bei Metronome Records, Polydor Records, Sire Records, CBS und Atlas Records. Der Song erschien auch in unterschiedlichen Versionen als 12"-Maxi in einer Länge von etwa 6:30 Minuten.
Laid Back sangen den Song am 17. Dezember 1983 bei Thommys Pop Show extra in der Westfalenhalle Dortmund.

## Musikvideo
Im Musikvideo sind die Musiker zunächst im Sommer in einem Büro zu sehen, dann an einem Südseestrand, wo sie den Song darbieten, Scherze treiben und mit den Einheimischen musizieren.

## Coverversionen
Eine Version von The Nips schaffte es 1983 in der Schweiz in die Charts und erreichte dort Platz 3. 1984 veröffentlichten Mungo Jerry and Horizon eine Version des Songs auf dem Album Boogie Up. Im Jahr 2000 erreichte die Version von Laid Back vs. Funkstar De Luxe Platz 68 in Deutschland.

## Wirkung
Im österreichischen Film Die Muse des Mörders von 2018 wird der Song gespielt.
Nach dem Song ist auch ein Reggae-Subgenre mit einer positiven Message benannt.